# Mesaj într-o sticlă (Star Trek: Voyager)
„Mesaj într-o sticlă” (titlu original: „Message in a Bottle”) este al 14-lea episod din al patrulea sezon al serialului TV american științifico-fantastic Star Trek: Voyager și al 82-lea în total. A avut premiera la 21 ianuarie 1998 pe canalul UPN.
Acest episod marchează primul contact al echipajului de pe Voyager cu Pământul, următorul contact va avea loc în „Proiectul” (S6E10).

## Prezentare
Cu ajutorul unei rețele de comunicare antice, programul Doctorului este trimis pe o navă foarte avansată a Flotei Stelare, unde descoperă că numai el și Holograma Medicală de Urgență proprie a navei mai pot lupta împotriva Romulanilor, care au preluat controlul și încearcă să ducă nava în spațiul Romulan.

## Actori ocazionali
- Andy Dick - EMH Mark II
- Judson Scott - Rekar
- Valerie Wildman - Nevala
- Tiny Ron - Idrin
- Tony Sears - Starfleet Officer